# Psychotria umbelliformis
Psychotria umbelliformis är en måreväxtart som beskrevs av John Duncan Dwyer och M.Victoria Hayden. Psychotria umbelliformis ingår i släktet Psychotria och familjen måreväxter. Inga underarter finns listade i Catalogue of Life.